# エロディ・フレージュ
エロディ・フレジェ（仏: Élodie Frégé、1982年2月15日 - ）は、フランス出身の歌手・作曲家であり女優。本名は「仏: Élodie Wanda Frégé」。日本語ではエロディ・フレージェと表記される場合もある。

## 来歴
フランス・ニエーヴル県で生まれ、12歳でダンススクールに通い始める。2003年12月20日フランスのテレビ番組『スター・アカデミー』シーズン3で優勝しデビュー。2004年3月、ファーストアルバム『je te dis non』を発売。フランス国内のチャートで4位を記録し、収録曲である「je te dis non」と「De l'eau」がヒットし、14万枚を売り上げた。
2006年9月、2枚目のアルバム『Le jeu des 7 erreurs』をプロデューサーにバンジャマン・ビオレを迎えリリース。フランスのダウンロードチャートで1位を獲得し、販売数でゴールド認定を受ける。
2007年ファーストアルバムである『je te dis non』がダブルゴールドに認定。
2013年にアルバム『Amuse-bouches』をリリース。同アルバムに作曲家 Thibaut Barbillon が参加した。

## ディスコグラフィ

### シングル
- De l'eau （2004年）
- Viens jusqu'à moi （2004年）
- Je te dis non （2004年）
- La ceinture （2006年）
- Si je reste （2006年）
- La fidélité （2007年）
- La fille de l'après midi （2010年）
- La belle et la bête （2011年）
- Comment t'appelles-tu ce matin ? （2013年）
- La ceinture （2013年） - 再発売
- Un jour mon prince viendra （2013年）
- Il pleut （2014年）

### アルバム
- Élodie Frégé （2004年）
- Le jeu des 7 erreurs （2006年）
- La fille de l'après midi （2010年）
- Amuse bouches （2013年）

## 出演

### 映画
- Potiche （邦題：しあわせの雨傘）（2010年） - スザンヌの若い時 役[11]
- Hénaut président - 本人 役
- L'art de la fugue （英：the easy way out）（2014年） - Julie 役[11]

### ドラマ
- Nos chers voisins （2014年）[11]
- La main du mal （2016年）[11]